# تور جهانی ترول‌ها (موسیقی متن)
تور جهانی ترول‌ها (انگلیسی: Trolls World Tour) یک آلبوم موسیقی متن برای فیلم ۲۰۲۰ تور جهانی ترول‌ها دریم‌ورکس انیمیشن است، که در ۱۳ مارس ۲۰۲۰ توسط آرسی‌ای رکوردز منتشر شد. موسیقی متن فیلم در درجه اول توسط جاستین تیمبرلیک، خواننده-ترانه‌نویس اهل ایالات متحده آمریکا تهیه شده‌است.